# Лочина Нурова
Лочи́на Ну́рова (тадж. Лочин Нуров) — село у складі Хатлонської області Таджикистану. Входить до складу джамоату Талбака Садріддінова Шахрітуського району.
В радянські часи село називалось Ленінйол.
Населення — 1917 осіб (2017).